# Friedrich Pollock
Friedrich Pollock (Friburgo de Brisgovia, 22 de mayo de 1894-Montagnola, Tesino, Suiza, 16 de diciembre de 1970) fue un sociólogo, economista y filósofo alemán de origen judío adscrito a la Escuela de Fráncfort y cofundador del Instituto de Investigación Social.

## Biografía
Hijo del propietario de una fábrica en Friburgo de Brisgovia. Fue educado en las finanzas desde 1911 hasta 1915. Durante este tiempo conoció a Max Horkheimer, quien se convirtió en un fiel amigo para toda la vida. Después estudió economía, sociología y filosofía en Fráncfort del Meno, donde escribió su tesis doctoral sobre la Teoría del valor-trabajo de Karl Marx recibiendo su título de doctor en 1923.

### Instituto de Investigación Social (Fráncfort) y exilio
El Instituto de Investigación Social de Fráncfort del Meno fue fundado en 1924 por Pollock y por el germano-argentino Félix Weil, que financiaron el grupo. Weil decidió fundar el instituto después del éxito de una semana de conferencias (La primera semana laboral marxista) de 1923. El objetivo de Weil fue reunir a los mejores representantes de las diferentes escuelas del marxismo, e incluyó a György Lukács, Karl Korsch, Karl August Wittfogel y Friedrich Pollock. Entre los miembros fundadores estaban: Friedrich Pollock y Félix Weil (financiadores del proyecto), Leo Löwenthal y Erich Fromm.
En 1927/1928 Pollock viajó a la Unión Soviética, con motivo de la celebración del décimo aniversario de la Revolución de Octubre. Su investigación concluyó con el tratado "Los intentos de economía planificada en la Unión Soviética (1917-1927)". Obtuvo una plaza de profesor en la Universidad de Fráncfort, sustituyendo al enfermo Carl Grünberg como Director del Institut für Sozialforschung (Instituto de Investigación Social centro de desarrollo de la denominada Escuela de Fráncfort- entre 1928 y 1930, siendo sucedido por Max Horkheimer, que le dio su identidad específica a la Escuela de Fráncfort bajo el nombre de Teoría Crítica.
Antes de la toma del poder nazi, Pollock había utilizado sus contactos en la Organización Internacional del Trabajo para establecer una sucursal de Ginebra del Institut. En 1933, Pollock y Horkheimer se exiliaron, primero en Ginebra, y luego en Londres, París, para terminar finalmente en Nueva York.

### Regreso a Alemania
En 1950 pudo por fin regresar a Frankfurt junto con Horkheimer, participando en el restablecimiento del Instituto de Investigación Social, tomando de nuevo el papel de director. De 1951 a 1958 fue profesor de economía nacional y sociología en la Universidad de Fráncfort.
En 1959, Pollock y Horkheimer se trasladaron a Montagnola, Tesino, Suiza, donde Pollock tenía una posición como profesor emérito de la Universidad de Fráncfort hasta 1963. Murió en Montagnola en 1970.

## Teoría del Capitalismo de Estado
Pollock desde la década de 1930 desarrolló su tesis sobre el Capitalismo de Estado, (reimpreso en: etapas del capitalismo, 1975). Advirtió que la intervención estatal de hecho y las medidas económicas de control del Estado contradecían el principio económico del laissez-faire del liberalismo económico y ofrecían un camino claro, frente al liberalismo en económica, hacia un mercado regulado. La crisis liberal del 1929 y la posterior Gran depresión estaban dando paso a una economía mixta (que más tarde se denominará Estado social o Estado social de derecho).
La tesis de Pollock servía tanto para los sistemas liberales claramente intervenidos por el Estado como para el experimento soviético que era considerado como una prueba de esta tendencia general del Estado a intervenir en la economía. Su tesis englobaba el surgimiento en ambas sociedades, capitalistas y socialistas, de la intervención del Estado. Pollock hacía una clara distinción entre el autoritarismo (fascista o socialismo de estado) y una variante liberal, el New Deal o Nuevo trato) del capitalismo de Estado pero ambos tenían en común la sustitución de la primacía de la economía por la primacía de la política.
El análisis económico de Pollock hizo una contribución significativa en el proceso de construcción de la teoría filosófica de los dos principales representantes de la "Escuela de Fráncfort" y le dio un impulso importante a la formulación de la obra cumbre Dialéctica de la Ilustración de Max Horkheimer y Theodor Adorno.

## Obra
- Zur Geldtheorie von Karl Marx. Inauguraldissertation. Wirtschafts- und Sozialwissenschaftliche Fakultät der Universität Frankfurt am Main [Masch.] 1923, [Nachdruck: Fráncfort del Meno 1971]
- Sombarts „Widerlegung“ des Marxismus. Leipzig 1926 (=Carl Grünberg, Hrsg., Archiv für die Geschichte des Sozialismus und der Arbeiterbewegung, Beihefte, 3)
- Die planwirtschaftlichen Versuche in der Sowjetunion 1917-1927. Habilitation 1928, [Leipzig 1929] (=Schriften des Instituts für Sozialforschung an der Universität Frankfurt am Main, Band 2). Nachdruck: Verlag Neue Kritik, Fráncfort del Meno 1971.
- Die gegenwärtige Lage des Kapitalismus und die Aussichten einer planwirtschaftlichen Neuordnung. In:Zeitschrift für Sozialforschung 1, 1932.
- Bemerkungen zur Wirtschaftskrise. Zeitschrift für Sozialforschung 2, 1933.
- Staatskapitalismus. In: Dubiel, Helmut/Söller, Alfons (Hgg.): Wirtschaft, Recht und Staat im Nationalsozialismus. Analysen des Instituts für Sozialforschung 1939-1942, Fráncfort del Meno 1981.
- Ist der Nationalsozialismus eine neue Ordnung? In: Dubiel, Helmut/Söller, Alfons (Hgg.): Wirtschaft, Recht und Staat im Nationalsozialismus. Analysen des Instituts für Sozialforschung 1939-1942, Fráncfort del Meno 1981.
- (Bearbeiter) Gruppenexperiment. Ein Studienbericht. Fráncfort del Meno 1955
- Automation. Materialien zur Beurteilung der ökonomischen und sozialen Folgen. Fráncfort del Meno 1956 (Frankfurter Beiträge zur Soziologie, Bd. 5). Vollständig überarbeitete Neuausgabe, Europäische Verlagsanstalt, Fráncfort del Meno, 1964, 1966.
- Stadien des Kapitalismus. Hrsg. u. eingel. von Helmut Dubiel. Beck, Múnich 1975
- Gerhard Rein, Hrsg., Dienstagsgespräche mit Zeitgenossen, Stuttgart, 1977